# Phrynopus curator
Espèce
Phrynopus curator est une espèce d'amphibiens de la famille des Craugastoridae.

## Répartition
Cette espèce est endémique de la région de Pasco au Pérou. Elle se rencontre dans le parc national Yanachaga Chemillén à environ 3 000 m d'altitude dans la cordillère Yanachaga.

## Description

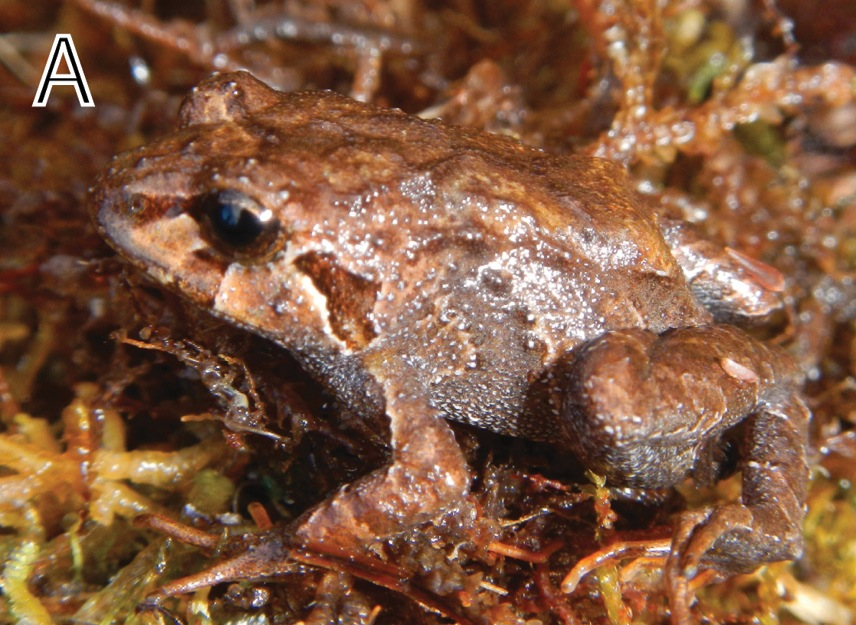
Phrynopus curator

La femelle holotype mesure 20,7 mm.

## Publication originale
- Lehr, Moravec & Cusi, 2012 : Two new species of Phrynopus (Anura, Strabomantidae) from high elevations in the Yanachaga-Chemillen National park in Peru (Departamento de Pasco). ZooKeys, vol. 235, no 235, p. 51-71 (texte intégral).